# 木下南
木下南（きおろしみなみ）は、千葉県印西市の町丁。現行行政地名は木下南一丁目および木下南二丁目。郵便番号270-1328。

## 地理
北は木下、南は竹袋に隣接している。

## 世帯数と人口
2017年（平成29年）10月31日現在の世帯数と人口は以下の通りである。
| 丁目         | 世帯数  | 人口    |
| ------------ | ------- | ------- |
| 木下南一丁目 | 137世帯 | 381人   |
| 木下南二丁目 | 278世帯 | 838人   |
| 計           | 415世帯 | 1,219人 |

## 小・中学校の学区
市立小・中学校に通う場合、学区は以下の通りとなる。
| 丁目         | 番地 | 小学校             | 中学校             |
| ------------ | ---- | ------------------ | ------------------ |
| 木下南一丁目 | 全域 | 印西市立木下小学校 | 印西市立印西中学校 |
| 木下南二丁目 | 全域 | 印西市立木下小学校 | 印西市立印西中学校 |

## 施設
- メガネハット印西店
- ドラッグセイムス木下店
- ワークマン印西店
- 焼肉宝島印西店

## 交通

### 鉄道
地内に鉄道駅はない。木下にある成田線木下駅が利用できる。

### 道路
- 国道
  - 国道356号